# Rimavské Brezovo
Rimavské Brezovo és un poble i municipi d'Eslovàquia. Es troba a la regió de Banská Bystrica.

## Història
La primera menció escrita de la vila es remunta al 1334.

## Demografia
| Godina             | 1994 | 2004   | 2014   | 2024   |
| ------------------ | ---- | ------ | ------ | ------ |
| Nombre de persones | 492  | 513    | 529    | 495    |
| Diferència         |      | +4,26% | +3,11% | −6,42% |

| Godina             | 2023 | 2024   |
| ------------------ | ---- | ------ |
| Nombre de persones | 506  | 495    |
| Diferència         |      | −2,17% |